# تک‌چهره یک مرد (هالس)
تک‌چهره یک مرد، یک نقاشی رنگ روغن از فرانس هالس است. هالس این پرتره را در سال ۱۶۳۴ کشیده‌است.